# International Union of Biochemistry and Molecular Biology
Die International Union of Biochemistry and Molecular Biology (IUBMB, englisch für Internationale Vereinigung für Biochemie und Molekularbiologie; bis 1991 International Union of Biochemistry, IUB) ist eine internationale Nichtregierungsorganisation, die sich mit Biochemie und Molekularbiologie beschäftigt.
Die Vereinigung widmet sich der weltweiten Förderung von Forschung und Lehre in Biochemie und Molekularbiologie und schenkt Bereichen besondere Aufmerksamkeit, in denen sich das Thema – aus Sicht der IUBMB – noch in seiner frühen Entwicklung befindet.

## Zusammenarbeit und Zugehörigkeit

### Internationale Vereinigung für Reine und Angewandte Chemie (IUPAC)
Die IUBMB ähnelt in ihren Zielen und Methoden der IUPAC (Internationale Vereinigung für Reine und Angewandte Chemie). Beide Organisationen arbeiten eng zusammen und werden oft in einem Schriftzug als IUPAC-IUBMB genannt.

### Deutsche Mitgliedsgesellschaft (GBM)
Die deutsche Mitgliedsgesellschaft (Adhering Body) innerhalb der IUBMB wird durch die Gesellschaft für Biochemie und Molekularbiologie (GBM) e. V. vertreten.

### Nomenklaturausschuss (NC-IUBMB)
Die IUBMB hat einen Nomenklaturausschuss: das Nomenclature Committee of the International Union of Biochemistry and Molecular Biology (englisch; Abkürzung NC-IUBMB). Das bedeutet auf Deutsch „Nomenklaturausschuss der Internationalen Vereinigung für Biochemie und Molekularbiologie“. Der Nomenklaturausschuss gibt Empfehlungen zur Benennung und Klassifikation von Enzymen mithilfe sogenannter EC-Nummern, wobei versucht wird, dieses Einteilungssystem nach den chemischen Reaktionen auszurichten, die durch Enzyme katalysiert werden.